# Hrvatski Nogometni Klub Orašje
Lo Hrvatski Nogometni Klub Orašje è una società calcistica bosniaca, della città di Orašje. Vanta 1 vittoria nella Coppa della Bosnia ed Erzegovina, ottenuta nel 2006, mediante la quale ha potuto partecipare al primo turno preliminare della Coppa UEFA 2006-2007. Ha raggiunto inoltre un'altra finale nella stessa competizione nel 1998. Come indicato dal nome, si tratta di un club della comunità croata.
Milita attualmente nella Prva liga FBiH, la seconda divisione bosniaca.

## Palmarès

### Competizioni nazionali
- Coppa della Bosnia ed Erzegovina: 1

2005-2006
- Druga Liga Federacije Bosne i Hercegovine: 1

2012-2013 (nord)
- Kup Herceg-Bosne: 2

1997-1998, 1999-2000

### Altri piazzamenti
- Coppa della Bosnia ed Erzegovina:

Finalista: 1997-1998
- Prva liga Federacije Bosne i Hercegovine:

Secondo posto: 2009-2010
Terzo posto: 2015-2016

## HNK Orašje nelle Coppe europee
| Stagione | Torneo     | Turno          | Nazione             | Club    | Andata | Ritorno | Totale |
| -------- | ---------- | -------------- | ------------------- | ------- | ------ | ------- | ------ |
| 2006-07  | Coppa UEFA | 1° preliminare | Slovenia (bandiera) | Domžale | 0-2    | 0-5     | 0-7    |